# Witkowo (województwo podlaskie)
Witkowo – kolonia w Polsce położona w województwie podlaskim, w powiecie łomżyńskim, w gminie Wizna.

## Historia
Dawniej prywatna wieś szlachecka położona w drugiej połowie XVI wieku w powiecie wiskim ziemi wiskiej województwa mazowieckiego.
W latach 1921–1939 wieś leżała w województwie białostockim, w powiecie łomżyńskim, w gminie Bożejewo.
Według Powszechnego Spisu Ludności z 1921 roku wieś zamieszkiwało 89 osób, 52 było wyznania rzymskokatolickiego, 26 prawosławnego a 8 mojżeszowego. Jednocześnie 52 mieszkańców zadeklarowali polską przynależność narodową, 8 żydowską a 26 inną (rosyjską). Było tu 9 budynków mieszkalnych. Miejscowość należała do parafii rzymskokatolickiej w Wiźnie i prawosławnej w Choroszczy. Podlegała pod Sąd Grodzki i Okręgowy w Łomży; właściwy urząd pocztowy mieścił się w Wiźnie.
W wyniku napaści ZSRR na Polskę we wrześniu 1939 miejscowość znalazła się pod okupacją sowiecką. Od czerwca 1941 roku pod okupacją niemiecką. Od 22 lipca 1941 r.  do wyzwolenia włączona w skład okręgu białostockiego III Rzeszy.
W latach 1975–1998 miejscowość należała administracyjnie do województwa łomżyńskiego.